# Аракчеева, Софья Алексеевна
Со́фья Алексе́евна Аракче́ева (15 сентября 1917, Кудинова — 3 февраля 1942, Паньшина, Орловская область) — советская учительница, партизанка, участница Великой Отечественной войны.

## Биография
Софья Алексеевна Аракчеева родилась 15 сентября 1917 года в деревне Кудинова (ныне в составе Боровского сельского поселения Болховского района Орловской области). Из русской крестьянской семьи.
После окончания Болховского педагогического училища в 1939 году по распределению начала работать в школе деревни Паньшина Знаменского района Орловской области. Во время учёбы вступила в ВЛКСМ, а в 1940 году в партию. Занимала пост секретаря Знаменского райкома комсомола, а также была заместителем директора машинно-тракторной станции по политической части.
С началом Великой Отечественной войны и наступления немцев на Москву райком партии ушёл в подполье, а в августе 1941 года был образован партизанский отряд под названием «Знаменский». 24-летняя Аракчеева ушла в партизаны, став членом разведотряда. Члены партизанского отряда «Знаменский» нападали на немецкие обозы, сообщали ценные разведданные Красной армии, помогали солдатам выходить из окружения. Аракчеева часто ходила в разведку вместе со своей подругой Евдокией Цукановой, — первым секретарем Знаменского райкома комсомола. В ходе одного из налётов на немецкую комендатуру ими были добыты паспорта и удостоверения, благодаря которым удавалось не привлекать к себе внимания.
В декабре 1941 года во время доставки разведданных из немецкого гарнизона, базировавшегося в Болхове, Аракчеева вместе с Цукановой была арестована. На них донесла встреченная на окраине города бывшая однокурсница по педтехникуму, со своим спутником — немецким офицером. Разведчицы были посажены в тюрьму, угол которой однако вскоре разрушился во время налёта советской авиации, после чего им удалось бежать и спастись. Аракчеева сумела пройти больше нескольких десятков километров по снегу и добралась до своего отряда, обморозив руки и ноги. Во время выполнения нового задания в прифронтовой полосе в районе Карачева (Брянская область), 28 января Аракчеева была опознана у родной деревни Паньшина предателем-полицаем и схвачена. С целью выведать расположение партизан она была подвергнута многодневным пыткам, в частности Аракчеевой были вырваны ногти, а на её спине гестаповцами была вырезана пятиконечная звезда. После шести дней пыток, 3 февраля 1942 года Аракчеева была расстреляна на окраине Паньшина прямо на огородах. Ей было 24 года.
Долгое время немцы под страхом смерти не давали местным жителям хоронить Аракчееву; её тело несколько месяцев пролежало в снегу и было предано земле только в апреле 1942 года. В 1946 году предатель, по доносу которого арестовали Аракчееву, был задержан и понёс наказание. В 1949 году Аракчеева была с военными почестями перезахоронена в братской могиле близ Паньшина вместе с более чем 40 красноармейцами, расстрелянными немцами и погибшими в боях за деревни Орловщины. Над могилой был установлен бюст воина с автоматом, а также две стелы с именами захороненных. В 1983 году на личные средства семьи Аракчеевой на её могиле было установлено небольшое именное надгробие.

## Награды
Орден Отечественной войны I степени (посмертно, 10 мая 1965 года, указом Президиума Верховного Совета СССР). Аракчеева была награждена благодаря усилиям командира партизанского отряда Михаила Подгорнова и её боевой подруги Евдокии Цукановой. Награду получила средняя сестра Софьи — Евдокия Якушина. Ныне орден хранится в коллекции Болховского краеведческого музея.

## Память
Долгое время подвиг Аракчеевой был забыт, её захоронения пребывало в запущенном состоянии. Первым документальным подтверждением подвига Аракчеевой является докладная записка командира Знаменского партизанского отряда Михаила Подгорнова, остались некоторые свидетельства местных жителей, а новые подробности биографии партизанки отыскивались энтузиастами в архивах. Первые публикации о деятельности Знаменского отряда и героической гибели Аракчеевой относятся к 1960-м годам, а именно — это воспоминания самого Михаила Подгорнова, очерк «Шли в разведку подруги» орловского краеведа Виталия Катанова (газета «Орловский комсомолец», 1965 год), статьи в ряде районных газет («Знамя Октября», «Трибуна хлебороба»), в том числе авторства Евдокии Цукановой.
Многие годы должного увековечивания памяти партизанки добивались представители учительского сообщества. В прессе её сравнивали с Зоей Космодемьянской. Не меньшую работу вела и журналистка Светлана Дробышева (Серёгина), приходящаяся Аракчеевой внучатой племянницей. Ещё в 2008 году она подняла вопрос о проведении ДНК-анализа всех похороненных в братской могиле и перезахоронении разведчицы, однако руководством Орловской области данная идея была признана нецелесообразной. Совершенно противоречащей стараниям Дробышевой оказалась статья «Пять дней с партизанкой» корреспондента знаменской газеты «Земля родная» Евгения Вершинина, выпущенная в 2015 году на основе воспоминаний Зинаиды Ларичевой (Маркиной), которой на момент гибели Аракчеевой было 8 лет. Хата семьи Маркиных использовалась немцами как место содержания арестованных. По словам Ларичевой (Маркиной), Аракчееву никто её не пытал, её даже кормили немцы, однако партизанка брать их еду отказывалась. Данная публикация была воспринята не иначе как «ответ знаменской администрации на многолетние критические нападки в её адрес» со стороны Дробышевой:
В конце статьи автор патетически восклицает: «Независимо от того, применялись к партизанке пытки или нет, люди будут помнить о подвиге Софьи Аракчеевой, отдавшей свою жизнь за победу над фашизмом». Ох, как у нас любят такие патриотические лозунги, забывая порой о мнении тех, кто впервые озвучил этот подвиг, а заодно и о состоянии памятных плит тех, кто его совершил! Вообще, откуда такая уверенность, что будут помнить? Да о нём уже почти забыли, и если бы не Дробышева, которая стала взывать ко всей стране…
Именно Дробышева инициировала всенародный сбор средств и подписей для увековечивания памяти Аракчеевой, создания ей соответствующего монумента. В 2017 году перед зданием педагогического колледжа в Болхове, который она окончила, был открыт памятник партизанке, созданный по сохранившейся её фотографии московским скульптором Сергеем Полегаевым при поддержке российского педагогического сообщества и регионального правительства. Памятник, высотой более двух метров вместе с постаментом, представляет собой бюст Аракчеевой, которая изображена простой учительницей, с книгой и сумкой.
В 2019 году Дробышева в ходе пресс-конференции президента России Владимира Путина попросила присвоить Аракчеевой звание Героя Российской Федерации. Соответствующие ходатайства она направляла и раньше, аргументируя своё прошение прецедентом с забытым подвигом Веры Волошиной. В 2020 году Путин поручил министру обороны Сергею Шойгу представить предложения по увековечению памяти Аракчеевой, изучив материалы и архивы. Указывалось, что поручение должно быть исполнено до 1 февраля того же года. Впоследствии было сообщено, что правительством Орловской области и министерством обороны России в рамках увековечения памяти Аракчеевой на месте её захоронения будет открыт новый монумент. В 2020 году в сотрудничестве с организацией «Боевое Братство» мемориал был облагорожен; там же появился и бюст Аракчеевой.